# Grünfelder Park

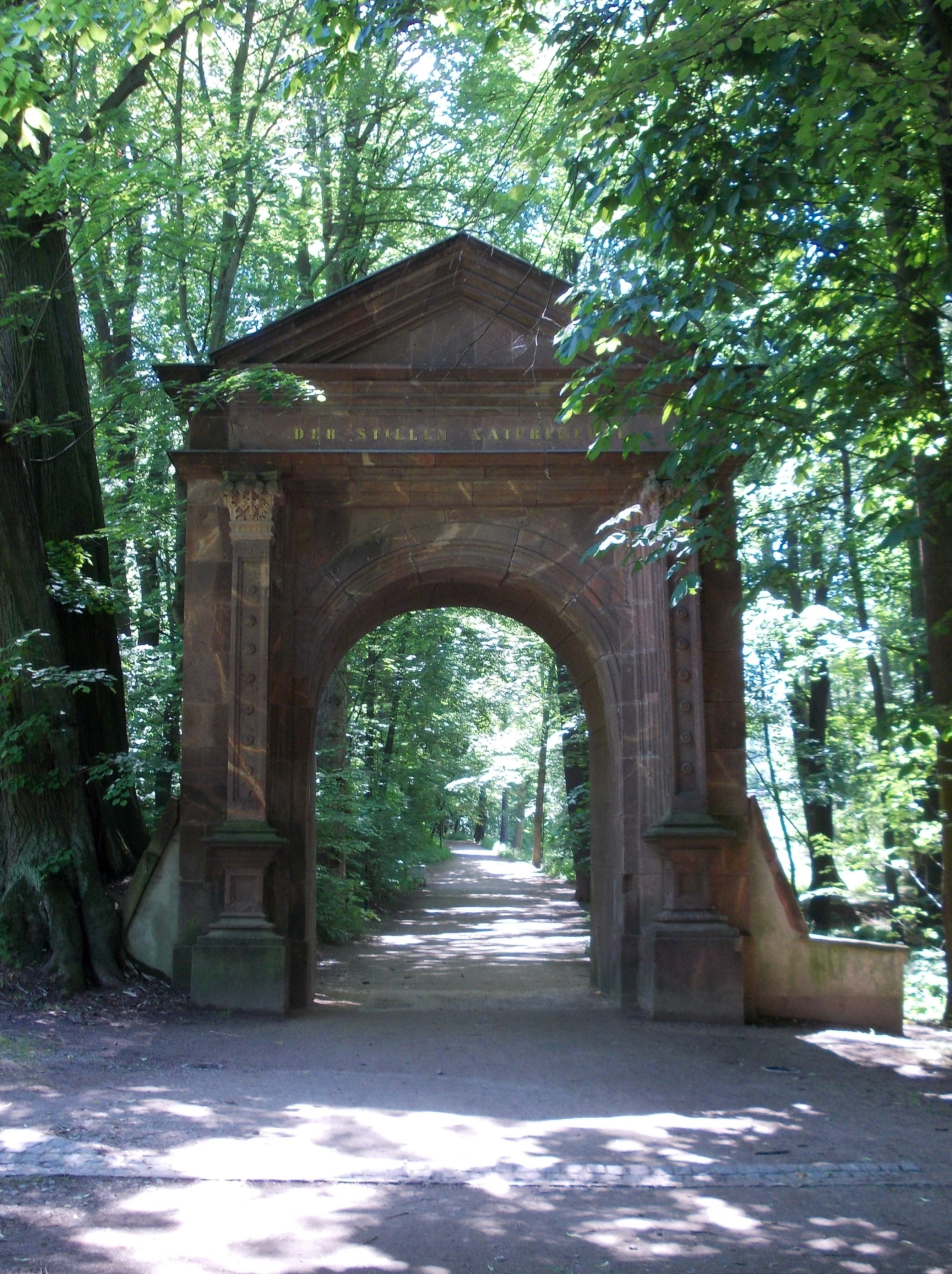
Portal „Der stillen Naturfreude“

Der Grünfelder Park ist ein gartengeschichtlich bedeutender Englischer Landschaftsgarten in Waldenburg in Sachsen.

## Lage
Der Park grenzt östlich an die Grünfelder Straße (ehem. hist. Ortsteil Grün(e)feld/Greenfield) und nördlich an die Straße „Am Park“ zwischen den Waldenburger Ortsteilen Naundorf und Oberwinkel.

## Geschichte
Nachdem Graf Otto Carl Friedrich von Schönburg-Waldenburg 1779 die Regierungsgeschäfte übernommen hatte, legte er zusammen mit seiner Frau Henriette Eleonore Elisabeth, geborene Gräfin Reuß von Plauen vor den Toren von Waldenburg einen Sommerwohnsitz mit Englischem Garten an, den er „Greenfield“ nannte. Auf seiner Grand Tour, die ihn auch nach England geführt hatte, hatte er Geschmack an den neuen englischen Landschaftsgärten bekommen. Die Gärten von Windsor, Kensington, Hamptoncourt und Kew Gardens sollten ihm Inspiration für seine eigenen Gärten werden. Die Gartenpläne selbst stammten von dem sächsischen Hof- und Gartenarchitekten Christian Friedrich Schuricht. Der Park entstand von 1780 bis 1797 auf einer Fläche von 113 Hektar. Nach dem Landschaftsplan von 1813 wies der Park 53 Gebäude, Gedenksteine und anderen Staffagebauten auf, von denen jedoch nur wenige erhalten sind.
Heute befindet sich am Eingang des Parks das von 1844 bis 1846 erbaute Parkschlösschen, dessen Vorgängerbau 1841/42 abgerissen worden war. Der Neubau erhielt einen Turm, eine Freitreppe sowie eine Terrasse.
Am 5. Mai 1835 besuchen der Prinz (und Mitregent) Friedrich August II. von Sachsen (1797–1854) und seine zweite Frau Maria Anna (1805–1877) von Zwickau kommend das Muldental bis Wechselburg. Dabei werden sie in Remse vom Fürsten von Schönburg-Waldenburg und dessen Frau empfangen. Danach besucht man den Grünfelder Park.

## Gartenarchitekturen

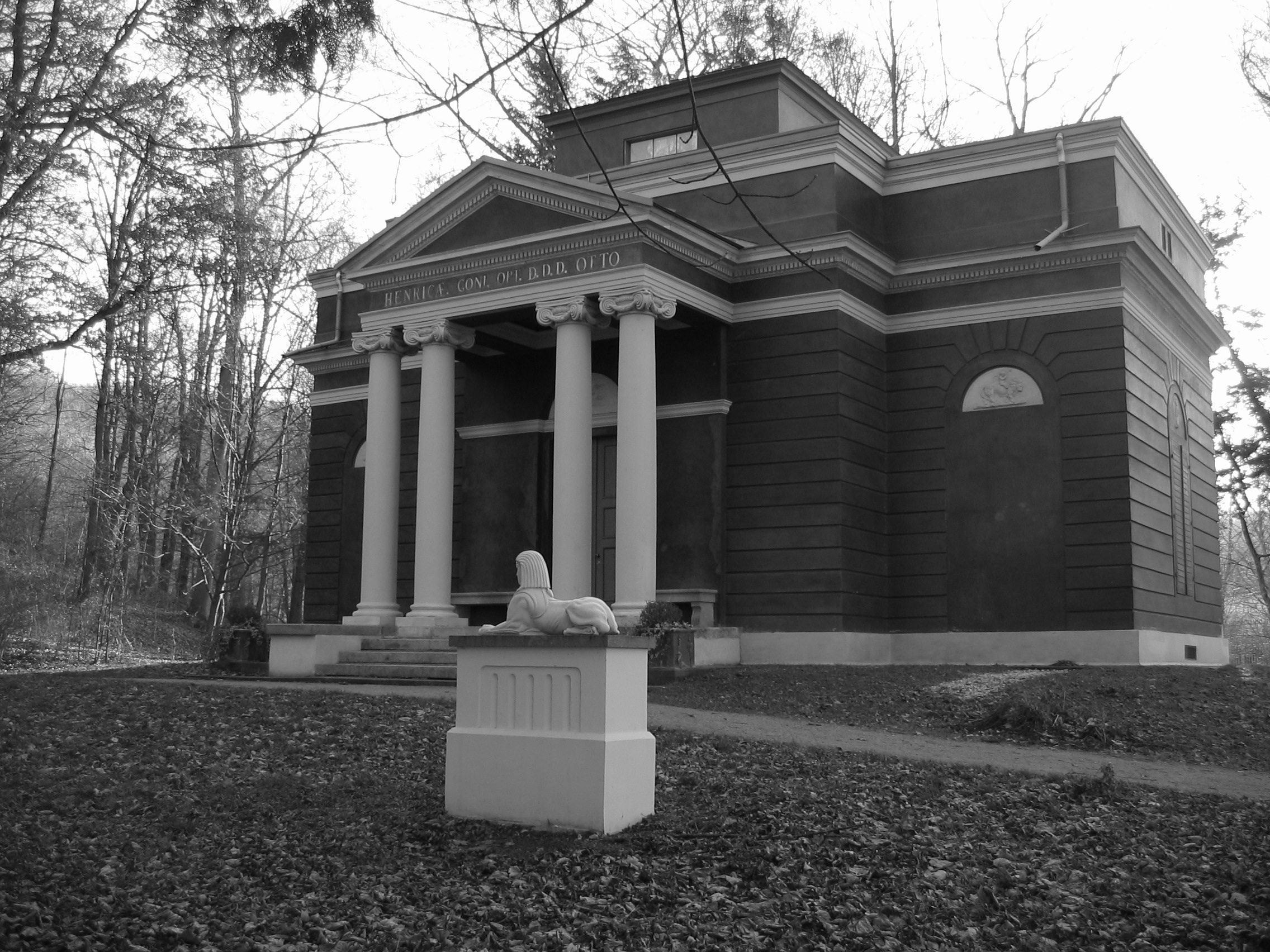
„Badehaus“

Den Eingang zum Park bildet ein Renaissanceportal aus rotem Sandstein, das aus dem 1619 abgebrannten Waldenburger Schloss stammt, mit einer Inschrift aus der Gründung des Parks: „Der stillen Naturfreude“. Es wurde zunächst als Ruine hingestellt und erhielt 1844 nach Renovierungsarbeiten sein heutiges Aussehen.
Im Park befindet sich das sogenannte Badehaus, das Otto Karl Friedrich für seine Gemahlin Henriette im klassizistischen Stil erbauen ließ. Auf dem Architrav steht in Majuskeln eine Widmung Ottos an seine Frau: „Henriette, Seiner besten Gemahlin geschenkt und geweiht Otto“.
Das im Stil des englischen Palladianismus erbaute Badehaus mit einem von vier Säulen gestützten Portikus und einem Tempelgiebel und ist mit Reliefs in Segmentbögen aus rötlichem Sandstein geschmückt, die bukolische Szenen zeigen. Einige Reliefs sind von Amoretten bevölkert.  Der grau-schwarze Glättputz soll laut dem Restaurator einmalig in Deutschland sein und stammt vermutlich aus England.
Oberhalb des Badehauses befindet sich im Berghang eine ausgemauerte Höhle, in früheren Zeiten gab es dort noch einen abgeschlossenen Wildpark, der aber schon 1842 aufgelöst wurde. Ein Überbleibsel aus der Zeit sind die Doppelhaken in der Höhle, an denen das Wild aufgehängt und ausgeweidet wurde.

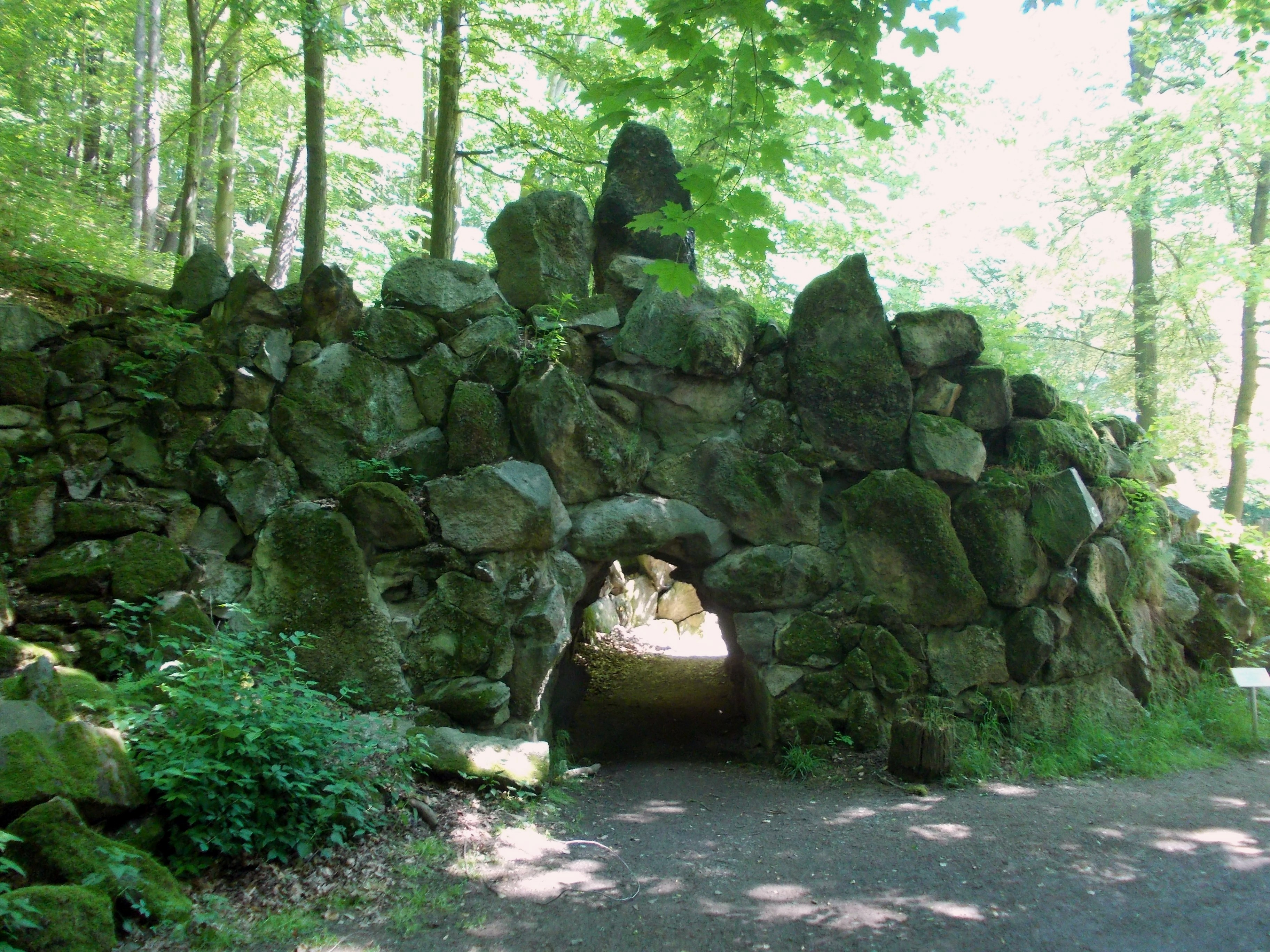
Felsengang (Grotte)

Die Grotte mit höhlenartigem Versteck und Durchschlupf ist eine ehemalige Felswand. Diese wurde zunächst gesprengt und danach wurden die Einzelteile in passender Form angeordnet, so dass sie sich in den Park eingliedert. Da die Grotte zum Wildgehege gehörte, zu dem nur die adlige Familie Zutritt hatte, geht man davon aus, dass die Inschrift bedeutet:
„Wolle diese unsere Höhle nicht berühren.
Der Senat und das römische Volk haben
verboten, dass dies geschehe.
Im Jahre 1795
Otto Carl Friedrich
Fürst von Schönburg“
Die Steintafel befindet sich heute auf der Rückseite der Grotte, da diese eingestürzt war und teilweise wieder aufgebaut wurde.
Bei der heutigen Freilichtbühne befand sich früher das holländische Landhaus.
Am Weg von der DDR-Freilichtbühne zum Gesundheitsbrunnen/Hirschtränke befindet sich das sogenannte „Denkmal des Erstgeborenen“, eine runde rote Porphyr-Säule auf quadratischem Sockel. Auf der Säule steht eine „Urne“ (Vase). Die Säule trägt die Inschrift „Otto Alexander, dem Erstgeborenen, geb. 28.August 1781, gest. 27.Juli 1782“. Otto Alexander wurde nicht einmal ein Jahr alt. Das Denkmal wurde ihm wohl vom zweitgeborenen Sohn, Otto Victor I. von Schönburg-Waldenburg errichtet. Beide entstammten der vormals gräflichen Linie Schönburg-Stein (vor deren Erbteilung).
Der Gesundheitsbrunnen, auch Hirschtränke genannt, wurde einem Tempel nachempfunden, der Architrav trägt die Inschrift: „Der Gesundheitsbringenden Hygiea zum Geschenke geweiht“.

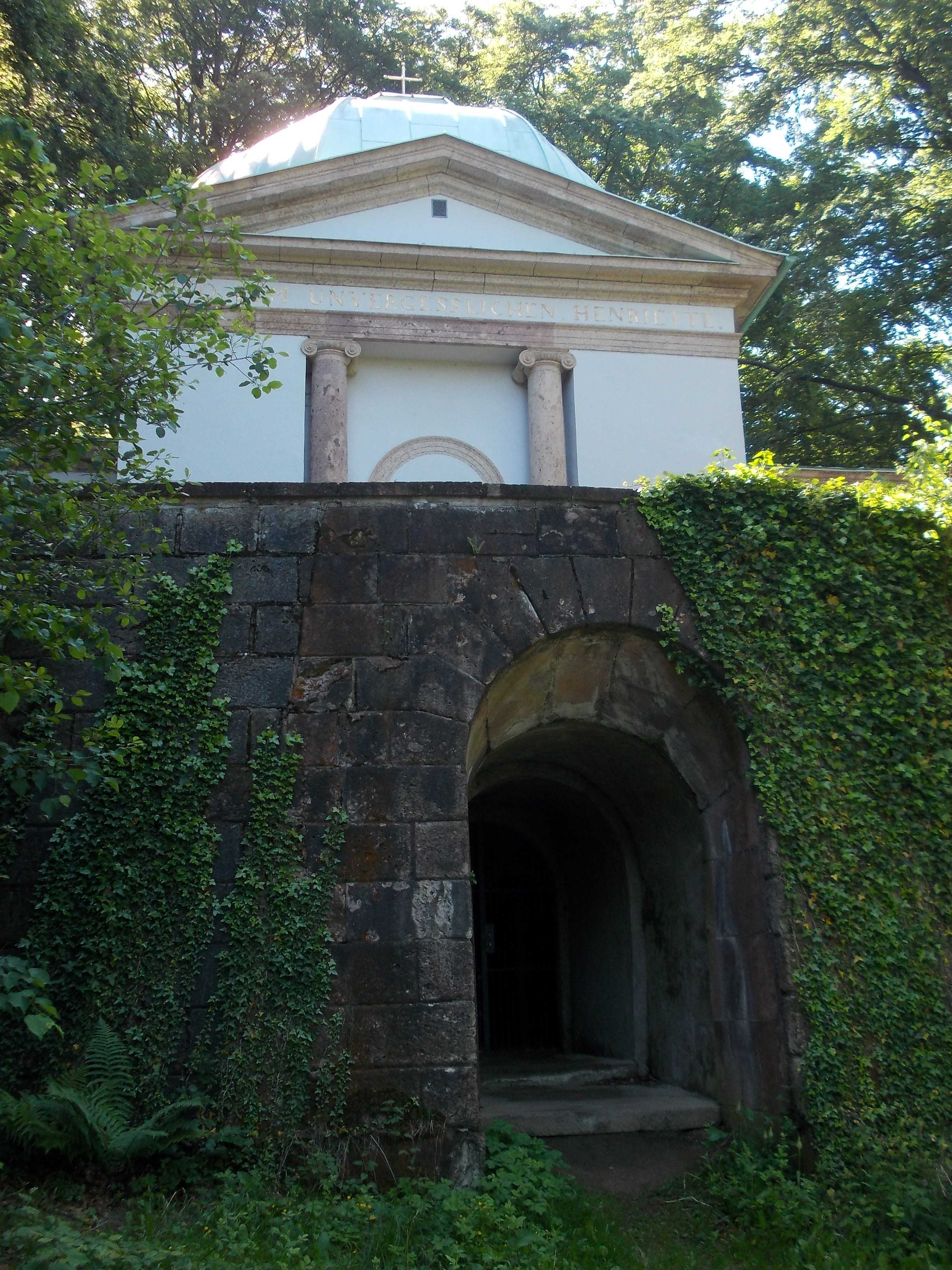
Mausoleum

Das Mausoleum wurde 1810 im griechischen Stil errichtet. Den Auftrag dazu gab Henriette Eleonore von Schönburg-Waldenburg als Andenken an ihren bereits 1800 verstorbenen Mann, Otto Carl Friedrich. Es trägt die Inschrift „Otto dem Unvergeßlichen“. Das Gebäude ist 150 m² groß, der Innenraum der Kuppel war mit Edelhölzern versehen und auf dem Sims standen Figuren. Es ist der einzige Bau im gesamten Park, der nicht nach englischem Vorbild entstand. Das Mausoleum sollte eigentlich eine Familiengruft werden, wurde wegen anhaltender Feuchtigkeit jedoch nie dafür genutzt.
Den Abschluss des Parks bildet das „Dianenbad“, auch Forellenteich genannt. Früher gab es dort noch einen kleinen Holztempel mit Umkleideraum und auf der Insel war eine Bildsäule mit einem griechischen Mädchen zu sehen.